# Allagelena donggukensis
Allagelena donggukensis là một loài nhện trong họ Agelenidae.
Loài này thuộc chi Allagelena. Allagelena donggukensis được Joo-Pil Kim miêu tả năm 1996.